# Kościół Podwyższenia Krzyża i klasztor Karmelitów w Grodnie
Kościół karmelitów pod wezwaniem Podwyższenia Krzyża w Grodnie – w roku 1675 ukończono budowę drewnianego kościoła klasztornego, który ufundował starosta grodzieński i kasztelan wileński Andrzej Kotowicz i jego żona Barbara Cecylia. Obok niego w roku 1673 kapituła zgodziła się zbudować klasztor, który wzniesiono niedługo później z drewna. 
Staraniem zakonników w pobliżu drewnianego kościoła po 1725 roku rozpoczęto budowę nowej murowanej świątyni z 3 nawami. Prace nad budową kościoła trwały bardzo długo, bo budowa trwała jeszcze wg wzmianek w 1752 roku, a w latach 60. XVIII wieku kościół wyposażono jeszcze w stiukowe ołtarze.
W pierwszej połowie XVIII w. klasztor postanowiono przenieść do północnej części jurydyki, przy zakręcie ulicy Mostowej ku rzece pod skarpą wzgórza, na którym był położony klasztor bernardynek. Kamień węgielny pod nowy murowany klasztor położono w 1761 roku, a prace ukończono w 1765 roku.
W latach 1843–1845 na miejscu rozebranego drewnianego klasztoru zbudowano murowane koszary wojskowe zwane „żółtymi”. W marcu 1845 roku murowany klasztor karmelitów przejął rząd rosyjski, a zakonników wypędzono do klasztoru karmelitów bosych w Berdyczowie koło Żytomierza. W 1851 roku klasztor formalnie przejęło wojsko rosyjskie na koszary. W 1881 roku Rosjanie zakazali wstępu do kościoła klasztornego. W 1903 roku klasztor z XVIII wieku został częściowo rozebrany, a na miejscu zburzonego w 1903 roku kościoła zbudowano północne skrzydło koszar zwanych od tego czasu „szarymi” lub „karmelickimi”. W czasach II RP w latach 1921-1939 stacjonował w nich 81 Pułk Strzelców Grodzieńskich.
Obecnie w pobliżu dawnego kościoła znajduje się budynek Priorbank (ulica Podolnaja), któremu podczas adaptacji w 1994 roku próbowano nadać formę zbliżoną do fasady kościoła karmelitów. Zachowały się obszerne podziemia kościoła z kryptami grobowymi używanymi do 1844 roku, w których mieści się restauracja.
Krata z balkonu fasady kościelnej znajduje się na domu przy ulicy Sowieckich pograniczników nr 52. Krata z prezbiterium jest obecnie wykorzystana na balkonie domu przy Prospekcie kosmonautów nr 24.

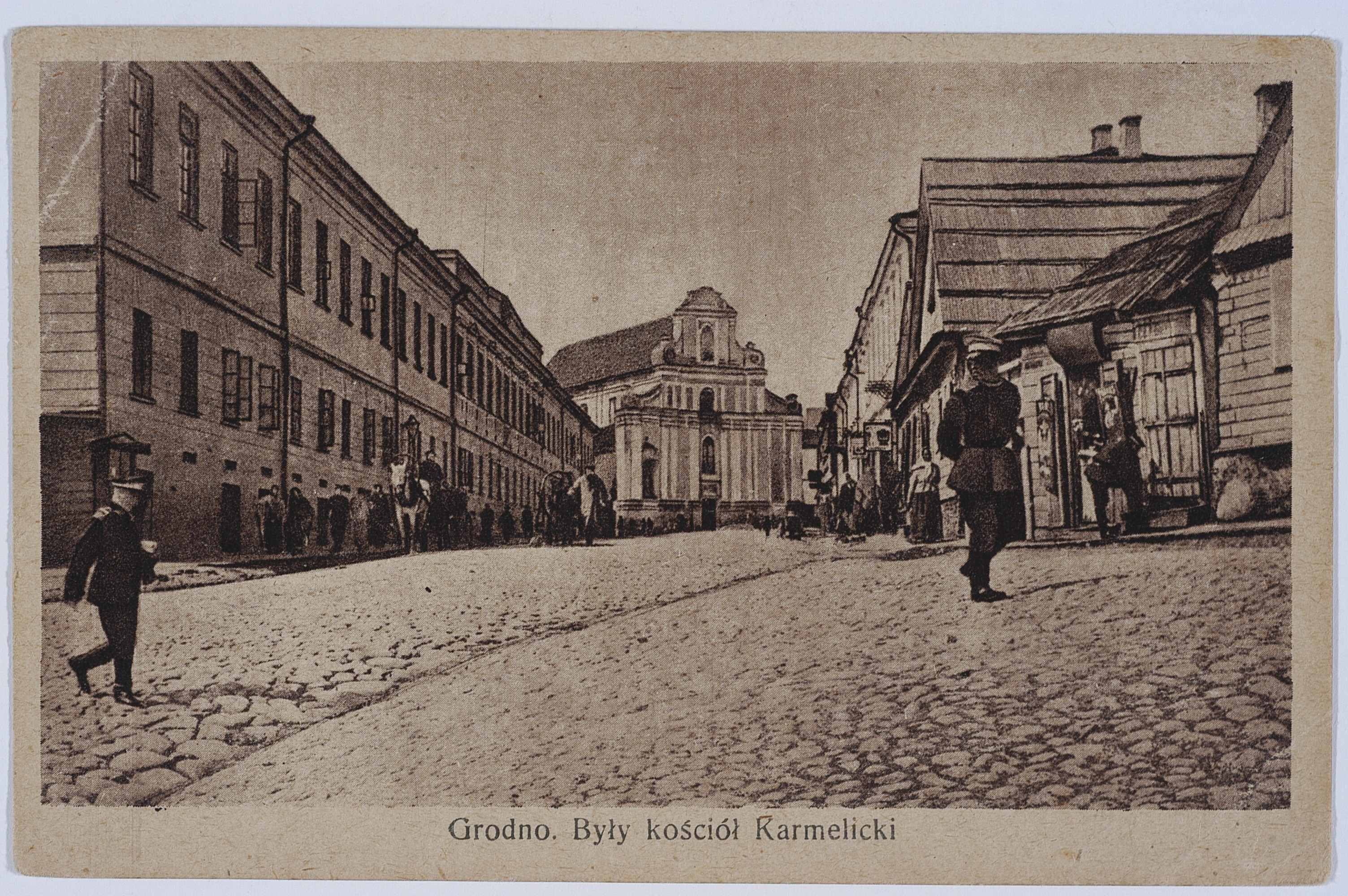
Widok fasady przed 1903 rokiem
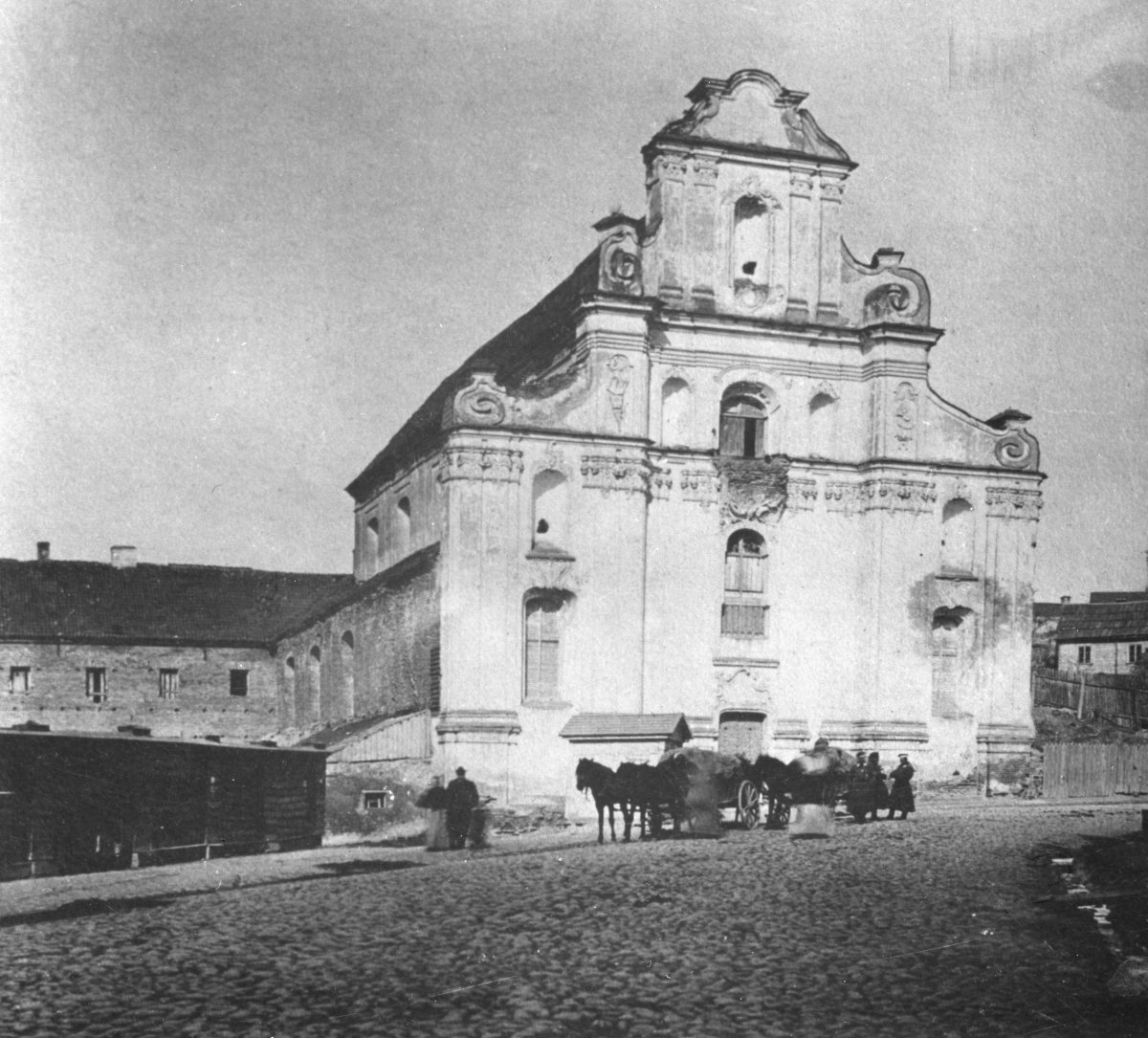
Fasada kościoła karmelitów